# ماري كروز أوليفيه
ماري كروز اوليفيه (بالإسبانية: Maricruz Olivier)‏ ممثلة سينما وتلفزيون ومسرح مكسيكية (ولدت يوم 19 سبتمبر من العام 1933 في ولاية سان لويس بوتوسي ، المكسيك ) اشتهرت بادوار الشر في خمسينات القرن العشرين .

## روابط خارجية
- ماري كروز أوليفيه على موقع IMDb (الإنجليزية)
- ماري كروز أوليفيه على موقع قاعدة بيانات الفيلم (الإنجليزية)